# Tokyoíta
La tokyoíta (東京石 Tōkyō-seki?) es un mineral de la clase de los minerales fosfatos, y dentro de esta pertenece al llamado “grupo de la brackebuschita”. Fue descubierta en 2003 en la prefectura de Tokio, en la isla de Honshū (Japón), siendo nombrada así por esta localidad. Un sinónimo es su clave: IMA2003-036.

## Características químicas
Es un vanadato hidroxilado de bario y manganeso. Además de los elementos de su fórmula, suele llevar como impureza hierro. Es el análogo con manganeso de la gamagarita.

## Formación y yacimientos
Se encuentra en un afloramiento de un yacimiento de mineral de manganeso, el cual se encuentra en bloques de sílex encerrados entre la parte media y superior en areniscas del jurásico